# AMC Electron
O Electron foi um protótipo de automóvel norte-americano construído em 1977 por American Motors Corporation (AMC). Foi um automóvel experimental para cidade, de três passageiros, desenhado para viagens de curta distância. O teto amovivél estilo carapaça girava em botões de montagem traseiros para permitir a entrada e saída.
O Eletcron baseava-se no Amitron, desenvolvido anteriormente pela AMC. Estava accionado por um sistema de bateria de lítio leve, e desenhado em previsão de novos avanços nas tecnologias eletrónicas.
Junto com AM Van, Grand Touring, Concept I, Concept II e Jeep II, o Eletron constituiu o programa "Concept 80" que ilustrava o que a companhia previa para veículos futuros.

## Leitura complementar
- American Motors Corporation, Public Relations Office, Detroit, MEU., Press Release, dated 1977.
- Automobile clube d'Itália (1978). Automobile club d'Italia (1978). World Cars 1978. [S.l.]: Herald Books. p. 40. ISBN 091071410X